# Donald Muylle
Donald Muylle (1952) is een Belgisch meubelmaker en zaakvoerder van de Belgische keukenfabrikant Dovy Keukens. De Roeselarenaar verkreeg grote bekendheid door de reclamefilmpjes voor zijn bedrijf, waarin hij zelf de hoofdrol speelt.

## Biografie
Voordat Muylle begon als meubelmaker, was hij buschauffeur.

## Populaire reclamespots
Naar eigen zeggen ergerde Muylle zich aan concurrenten die hun minderwaardige keukens toch als kwaliteit aanprezen. Hij vond dan maar dat hij zélf de mensen maar moest vertellen hoe kwaliteitsvol de Dovykeukens zijn. In die filmpjes spreekt hij met een zwaar West-Vlaams accent en prijst hij zijn keukens aan, met de bekend geworden introzin Ik ben Donald Muylle, al dertig jaar maak ik keukens alsof ze voor mezelf zouden zijn. De bewuste reclames werd al vele keren geparodieerd, onder andere in opdracht voor Unicef. Geert Hoste parodieerde de spotjes in zijn eindejaarsconference van 2012. Ook Philippe Geubels parodieerde de spotjes in zijn televisieprogramma Geubels en de Belgen. Zo spotte Geubels dat hij niet aan de "kasten zou kunnen geraken" als Dovy de keuken maakt zoals hij die zou maken voor hem. 
Door de korte maar duidelijke boodschappen die hij brengt, mocht Muylle in 2013 vorming geven aan de zonechefs van de politiezones in West-Vlaanderen.
In 2022 werd er ook een parodie gemaakt van de reclames in de vorm van een technomeme muzieknummer gemaakt door producer Pombak.

## Misleidende vergelijking
Naar aanleiding van de reclamespots waarin Muylle verklaart dat laminaat van hogere kwaliteit is dan andere in de keukenbouw veelgebruikte materialen klaagde Denis Thijs van Princess Keukens openlijk over de "oneerlijke, misleidende en onnodig negatieve" vergelijkingen van Muylle. Thijs noemde het "kenmerkende zwarte randje", waar Muylle de aandacht op vestigt in zijn spotjes, juist een zwakte van laminaat. De kwestie leidde ertoe dat beroepsfederatie Fedustria Dovy Keukens verzocht om de negatieve vergelijkingen in de reclamespotjes te schrappen. Dovy Keukens dreigde vervolgens met een kort geding naar aanleiding van de slogan van Princess Keukens: "Nee nee... wij maken uw keukens" die een zinspeling zou inhouden naar de slogan van Dovy.